# Nauplion
Nauplion (także Nafplion/Nafplio; ngr. Ναύπλιο, staroż. Ναυπλία Nauplía) – miasto w Grecji, na Peloponezie, w administracji zdecentralizowanej Peloponez, Grecja Zachodnia i Wyspy Jońskie, w regionie Peloponez, w jednostce regionalnej Argolida. Siedziba gminy Nauplion. W 2011 roku liczyło 14 203 mieszkańców.

## Historia
Za mitycznego założyciela miasta uchodzi syn Posejdona – Nauplios, argejski żeglarz i astronom, król Eubei, który za śmierć skazanego niesłusznie swego syna Palamedesa zemścił się podstępnie zwabiając powracające spod Troi okręty Achajów na skały wyspy i doprowadzając do ich rozbicia.
Pierwsze, potwierdzone badaniami ślady osadnictwa w okolicy pochodzą z XII w. p.n.e.; dalszy jego rozwój dokumentują groby z VIII w. p.n.e. w okolicy Pronoia. Dzięki strategicznemu położeniu w głębokim zakolu Zatoki Argolidzkiej Nafplion był początkowo obok Argos jednym w ważniejszych miast portowych Argolidy, padając też ofiarą stałej rywalizacji z Argejczykami. W epoce klasycznej nastąpił powolny upadek miasta – aż do II wieku n.e. zostało ono całkiem opuszczone, o czym mówi świadectwo Pauzaniasza. Do naszych czasów dotrwały starożytne ruiny widoczne na niewielkim stanowisku archeologicznym w mieście.
W czasach bizantyjskich miasto założono ponownie, a na tamtejszym akropolu (zob. Akronauplia) wzniesiono twierdzę obronną. Na początku XIII w. Nauplion dostało się pod władzę „Franków” (krzyżowców), pod koniec XIV stulecia przeszło w ręce Wenecjan, którzy utrzymali się tam stosunkowo długo (1530) i zbudowali obronny zamek Burdzi na przybrzeżnej wysepce. Dopiero w XVI wieku zdobyte miasto weszło w skład państwa Turków osmańskich. W latach 1686–1715, podczas drugiej okupacji weneckiej, na wzgórzu sąsiadującym z Akronauplią wzniesiono rozległą twierdzę Palamidi.
30 listopada 1822 – nagłym atakiem zapoczątkowanym od najwyżej położonej części twierdzy Palamidi – miasto wyzwolone zostało przez połączone oddziały powstańcze Staikosa Staikopulosa i Dimitriosa Moschonisiotisa.
Po odzyskaniu przez Grecję niepodległości Nauplion był w latach 1823–1834 pierwszą stolicą nowożytnego państwa greckiego (podupadłe pod panowaniem tureckim Ateny liczyły wówczas zaledwie ok. 6 tys. mieszkańców). 27 września 1831 r. dokonano tam zamachu na pierwszego naczelnika (κυβερνήτης) niepodległego państwa greckiego, Joanisa Kapodistriasa.
Nauplion jest też miejscem narodzin (11 lipca 1832) greckiego męża stanu Charilaosa Trikupisa, w latach 1875–1895 siedmiokrotnego premiera rządu greckiego, zmarłego na emigracji w 1896.

## Kalendarium historyczne[4]

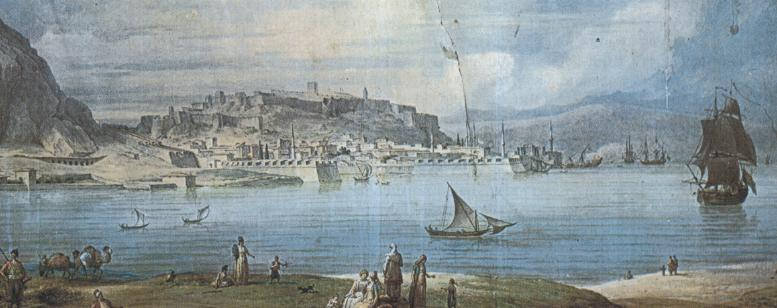
Widok zatoki Nauplion w początkach XIX wieku

- 678 p.n.e. – Argiwowie niszczą zdobyte miasto będące wojennym sojusznikiem Sparty
- III wiek p.n.e. – ufortyfikowanie Akronauplion jako warowni argiwskiego portu
- 589 n.e. – napady Awarów odparte przez mieszkańców osady w murach twierdzy
- 1032 – bizantyjski wódz Nikiforos Karantinos fortyfikuje Akronauplion po pokonaniu Awarów
- 1154 – bizantyjskie Nauplion jednym z 13 najważniejszych miast Peloponezu
- 1180–1203 – rządy despotów z rodu Sgurosów zakończone najazdem krzyżowców
- 1212–1388 – Nauplion pod rządami krzyżowców po poddaniu miasta Ottonowi Delaroche z Aten
- 1389 – przejęcie miasta przez Peracio Malipiero, gubernatora Republiki Weneckiej
- 1396 – pierwsza nieudana próba opanowania miasta przez osmańskich Turków i kolejne fortyfikowanie Akronauplionu (początek XV wieku)

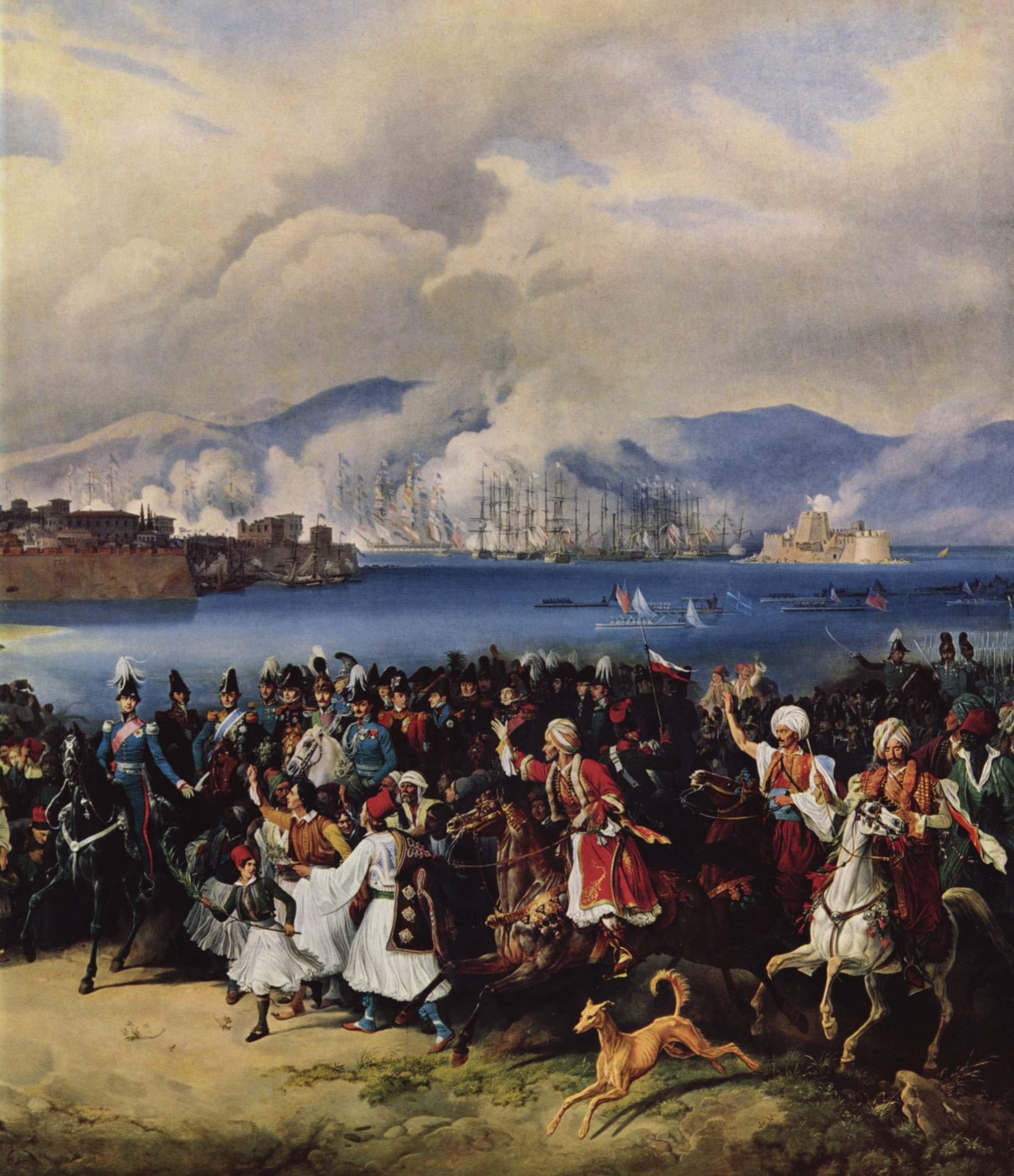
Powitanie króla Ottona w Nauplion

- 1502 – wzniesienie obwarowań miejskich i postępująca rozbudowa miasta liczącego ok. 10 tys. mieszkańców
- 1537 – drugie odparte oblężenie Nauplionu przez Turków podczas wojny wenecko-tureckiej
- 1540 – traktatowe przekazanie miasta Turkom przez Wenecjan (12 listopada)
- 1686 – oblężenie Nauplionu przez Wenecjan i poddanie miasta przez Turków (29 sierpnia)
- 1688 – epidemia śmiertelnej zarazy
- 1715 – wojska tureckie zdobywają twierdzę Palamidi wskutek zdrady komendanta załogi (20 lipca)
- 1821 – pierwsze oblężenie Nauplionu przez powstańców greckich (4–10 kwietnia)
- 1822 – turecka załoga kapituluje przekazując klucze miasta powstańcom Kolokotronisa (3 grudnia)
- 1823 – decyzją parlamentu Nauplion oficjalnie staje się centrum administracyjnym odrodzonego państwa greckiego; przybycie J. Kapodistriasa (8 stycznia)
- 1833 – uroczyste powitanie pierwszego króla Grecji Ottona Bawarskiego (25 stycznia)
- 1862 – pucz wojskowy przeciwko rządom króla Ottona (1 lutego)

## Zabytki i miejsca turystyczne

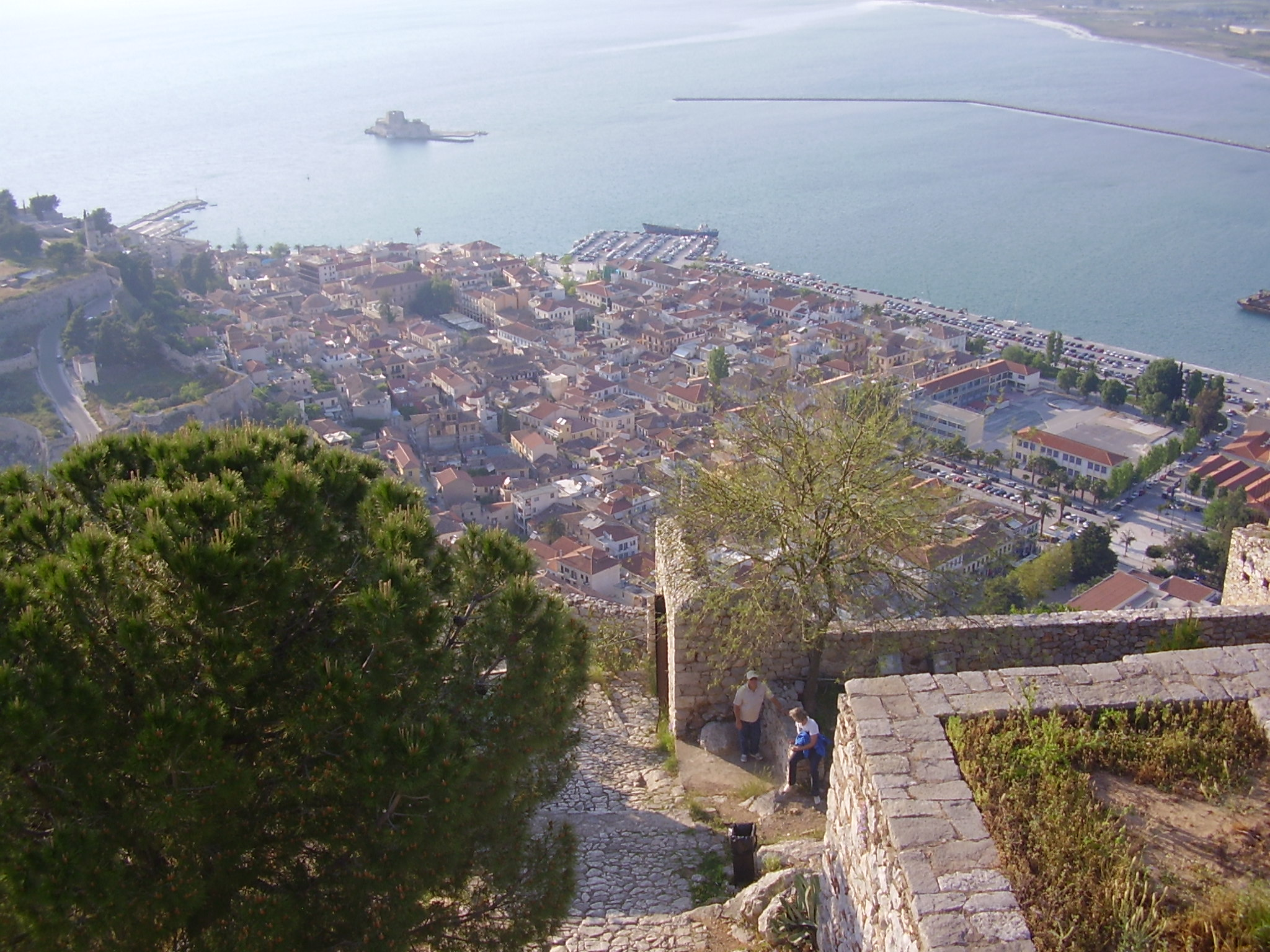
Widok z cytadeli Palamidi (po lewej część obwarowań Akronauplii); na dalekim planie wysepka Burdzi z warownią i dawnym więzieniem

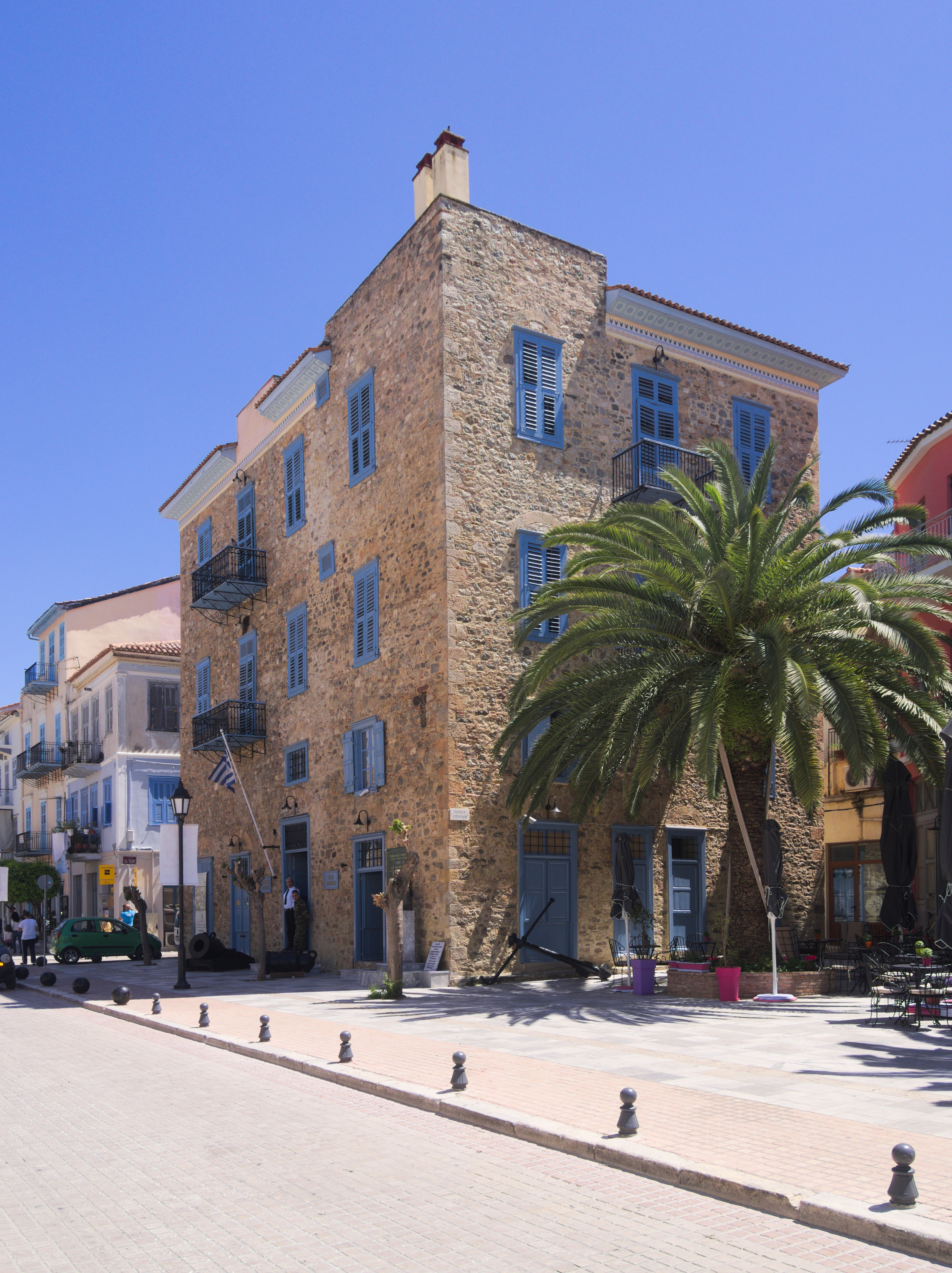
Historyczny budynek Muzeum Wojska

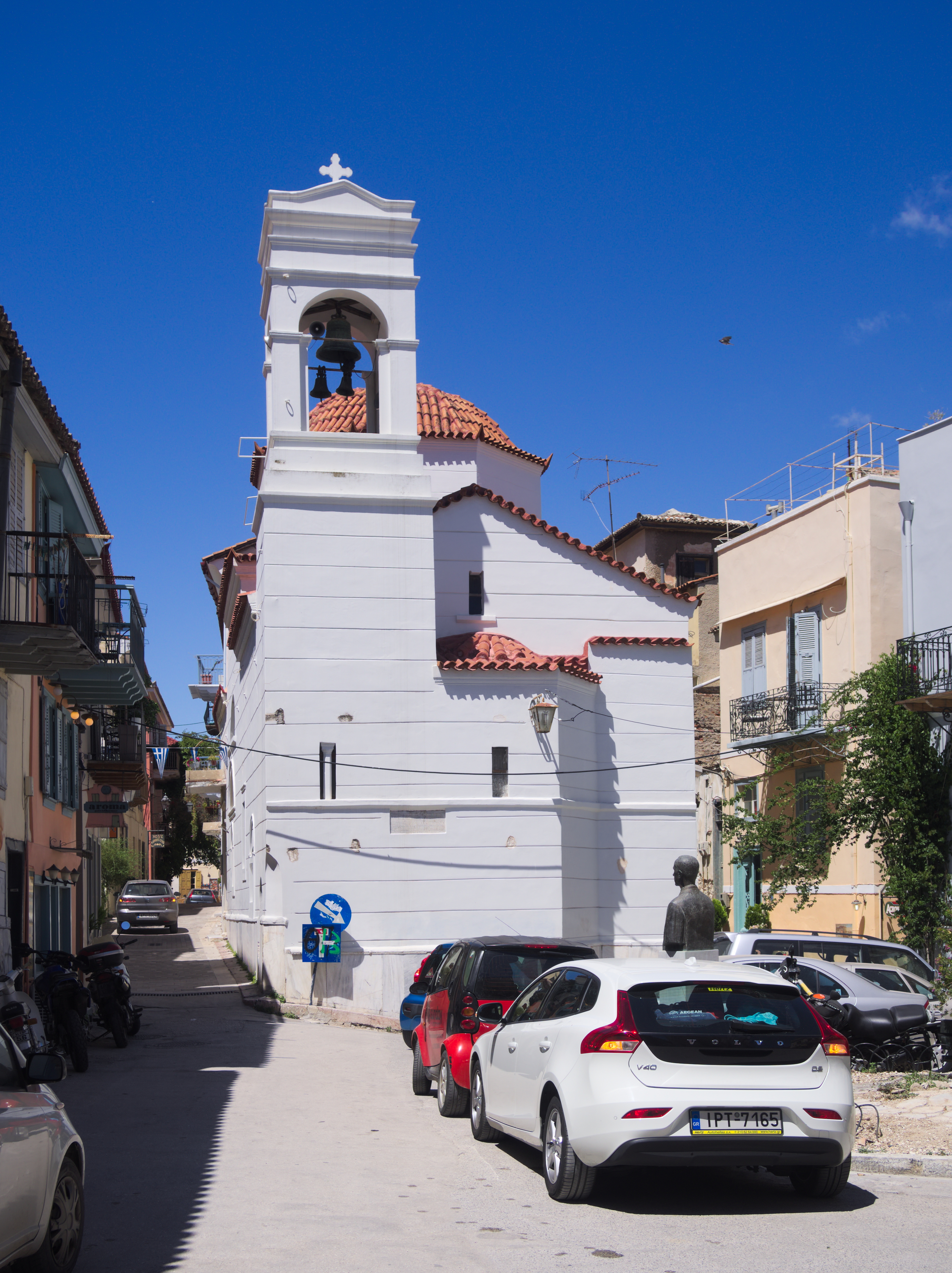
Historyczna cerkiew św. Spirydona

Prócz stanowiącej teren archeologiczny rozległej fortyfikacji Palamidi (Archeologikos Choros Palamidiu), najważniejsze do zwiedzenia jest Muzeum Archeologiczne, przy placu Konstytucji (Syntagma) – tj. głównym placu będącym rynkiem starego miasta; od 1930 r. zajmuje ono dwupiętrowy budynek weneckiego arsenału marynarki, wzniesiony w 1713 r. Warto w nim zwrócić na uwagę na wyjątkowy zabytek wśród europejskich militariów – niemal kompletną zbroję z płyt półcylindrycznych pochodzącą z epoki mykeńskiej (XIV w. p.n.e.), odnalezioną w 1960 r. w miejscowości Dendra (Dendroi) opodal Myken.
Muzeum Wojska (ul. Amalias 22) znajduje się w budynku pierwszej nowożytnej, greckiej akademii wojskowej, powstałej z inicjatywy J.Kapodistriasa, w okresie wojny o niepodległość Grecji, w której uczestniczyli także ochotnicy polscy (ich 14 nazwisk upamiętnia kolumna memorialna w mieście). Eksponaty obrazują historię tej placówki i ilustrują dzieje wojen toczonych przez Greków od 1904 (podziemna i partyzancka walka o Macedonię, tzw. Makedonikos Agonas), poprzez wojny bałkańskie, aż po obie wojny światowe, łącznie ze zjawiskiem ruchu oporu.
Założone w 1974 Muzeum Etnograficzne (ul. V. Aleksandru 1) uchodzi w tej dziedzinie za jedno z najważniejszych w kraju, pozostając pod opieką Peloponeskiej Fundacji Folkloru im. V. Papantoniu; wydaje własny rocznik naukowy. Zgromadzono w nim ok. 25 tys. eksponatów w postaci sprzętów, okolicznościowych strojów i ubiorów ludowych oraz wyrobów tkactwa, narzędzi i artykułów domowego użytku z obszaru całego Peloponezu.
Muzeum Dzieciństwa umieszczone w zabytkowym składzie na dawnej stacji kolejowej, organizacyjnie stanowiące część Muzeum Etnograficznego, prezentuje różnorodność typowego dla kultury kraju wyposażenia (kołyski) i zabawek dziecięcych (koniki na biegunach, kółka, grzechotki itp.), włącznie z postaciami z popularnego i dziś, greckiego ludowego teatru cieni, opowiadającego liczne przygody garbusa imieniem Karagiozis (przyswojona postać tureckiego Karagöza). W swym zakresie tematycznym muzeum prowadzi też programy oświatowe dla dzieci.
Najmniejsze ze wszystkich Muzeum Komboloi (ul. Staikopulu 25) jest placówką prywatną, założoną w 1998 przez Arisa Evangelinosa i działającą pod patronatem ministerstwa. W bogatych zbiorach z różnych czasów przedstawia tradycję i różnorodność sznura koralików (przypominającego różaniec z paciorków), od pokoleń towarzyszącego Grekom na co dzień.
Nauplion jest miejscem festiwalu muzycznego prezentującego muzykę zarówno klasyczną, jak i współczesną, przyciągającego melomanów oraz muzyków-wykonawców z kraju i zagranicy.

### Zabytkowa architektura
Na szczególną uwagę zasługuje monaster Agia Moni (Areia) u podnóża Palamidi. Budynek główny z 1143 r. to przykład architektury bizantyjskiej z epoki Komnenów. Początkowo żeński, w okresie okupacji tureckiej ufortyfikowany i zamieniony na męski, współcześnie znów żeński. Wyruszyły stąd do historycznego szturmu na twierdzę oddziały Staikopulosa i Moschonisiotisa.
Jedyny ocalały wśród zabytkowych świątyń miasta bizantyjski kościół Mądrości Bożej (Agia Sofia) u zbiegu ulic Kapodistriu i Lambrinidu (prawdopodobnie dawna kaplica przy fortecy Bizantyjczyków). Dwie inne to cerkiew św. Jerzego (Agios Georgios) – metropolitalna, i Przenajświętszej Bogurodzicy (Panagia Theotokos). Spośród historycznych świątyń bardziej przyciąga uwagę cerkiew św. Spirydona (Agios Spiridonas) koło pl. Wolności (Eleftherias), gdzie 27 września 1831 dokonano zamachu na J. Kapodistriasa, o czym informuje tablica przy wejściu. Kościół katolicki znajduje się przy ul. Plaputas, pełniąc także funkcję polskiej parafii.
Czasy panowania tureckiego przypomina obecność dwóch budowli, w przeszłości stanowiących meczety. Mały (zwany też „starym”) przy pl. Konstytucji (Syntagma) oraz większy, wybudowany w 1730 z fundacji możnowładcy Aga-paszy, potocznie zwany „parlamentarnym”, gdyż odbywał tam posiedzenia pierwszy grecki parlament – przy ul. Staikopulu. Przy ul. Narodowego Ruchu Oporu (Ethnikis Antistaseos), zachował się również budynek medresy (tureckiej szkoły teologicznej), później okresowo zamienionej na więzienie.

### Warunki turystyczne

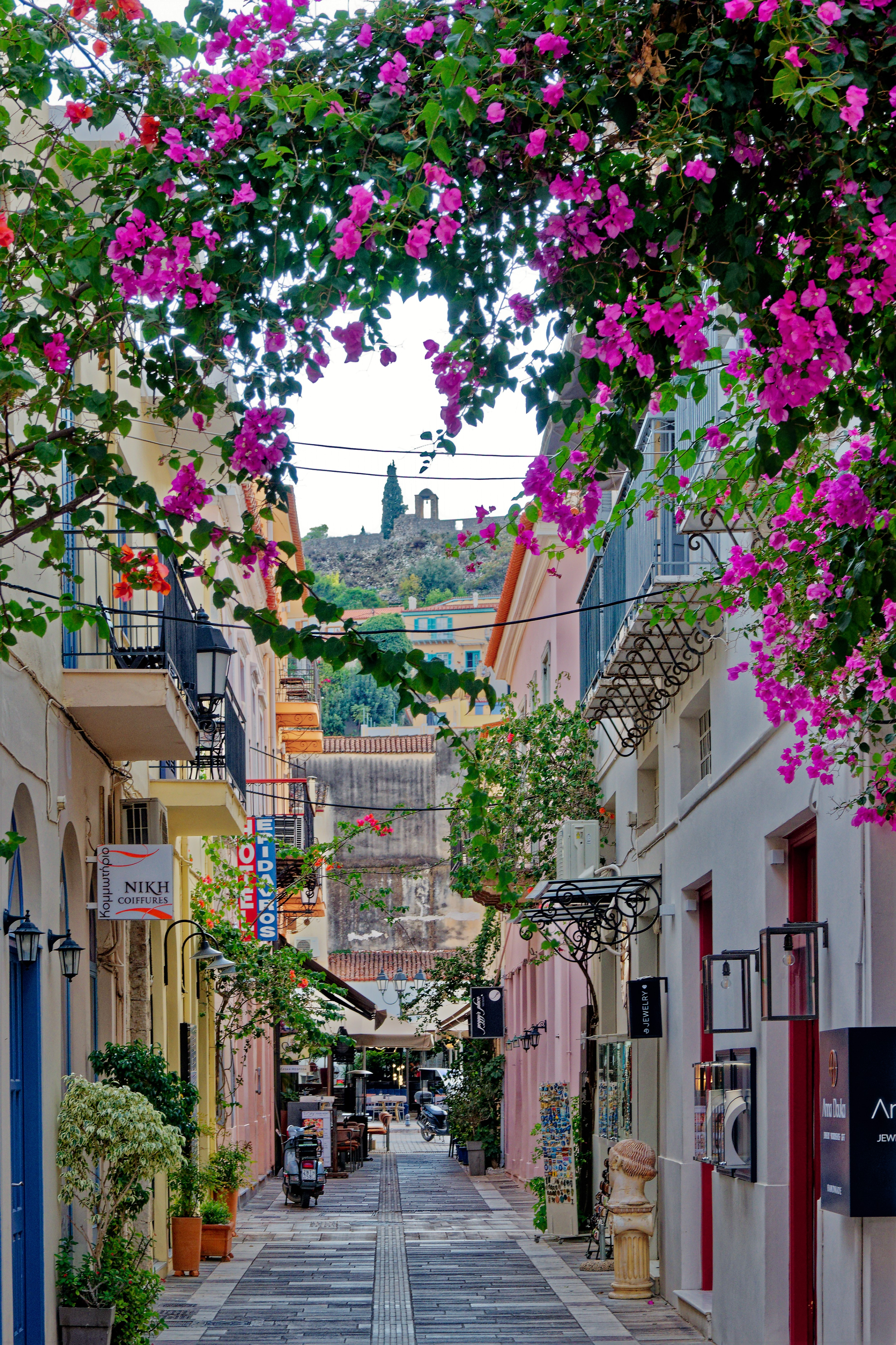
Typowa uliczka miejska porośnięta wiecznie kwitnącą bugenwillą

Średnia temperatura roczna to 18 °C. Lata są tu gorące i suche, ze średnią temperaturą lipca 27 °C (Argolida to jeden z suchszych regionów Grecji), zimy są łagodne. Obfitsze opady (50–70 mm) głównie w styczniu i październiku, chłodniej bywa jedynie w górach.
Od lat sześćdziesiątych XX wieku Nafplio nabiera znaczenia jako miejscowość wypoczynkowa, modna wśród Greków, zwłaszcza w okresie świątecznym. Niemożliwe jest wtedy zapewnienie sobie miejsc noclegowych bez uprzedniej rezerwacji. O 8 km od zabytkowego centrum położone jest popularne (także wśród Polaków) nadmorskie letnisko Tolo, gdzie o noclegi łatwiej.
Na Peloponezie Nafplion należy do jednego z pięciu istotnych skupisk emigracji polskiej. Na miejscu działa polska parafia p.w. Przemienienia Pańskiego, kierowana przez ks. proboszcza Jerzego Chorzempę i wchodząca w skład kościoła rzymskokatolickiego w Grecji.

## Miasta partnerskie
- Ottobrunn (Niemcy)
- Royan (Francja)
- Niles (Stany Zjednoczone)